# Cosmiophaena minor
Cosmiophaena minor är en skalbaggsart som beskrevs av Ernst Gustav Kraatz 1883. Cosmiophaena minor ingår i släktet Cosmiophaena och familjen Cetoniidae.

## Underarter
Arten delas in i följande underarter:
- C. m. striatopunctata
- C. m. flavoguttata